# Glenea indiana
Glenea indiana é uma espécie de escaravelho da família Cerambycidae. Foi descrito por James Thomson em 1857, originalmente baixo o género Stibara.  É conhecida a sua existência na Índia, Myanmar, Bhutan, Malásia, e Nepal.